# Киприан (Комаровский)
Архиепископ Киприан (в миру Константи́н Станисла́вович Комаро́вский; 17 (29) сентября 1876, Самарканд — 11 (24) сентября 1937, Киров) — епископ Русской православной церкви, архиепископ Вятский (Кировский) и Слободский.

## Биография
Родился 17 сентября 1876 года в городе Самарканде в семье чиновника, католика по вероисповеданию.
Первоначальное образование получил в Верненской мужской гимназии.
В 1895 году поступил в Казанскую духовную академию, где на последнем курсе 6 декабря 1898 года принял монашество, а 11 декабря 1898 года рукоположён во иеродиакона.
1 октября 1899 года рукоположён во иеромонаха.
В 1899 году окончил академию со степенью кандидата богословия. Назначен миссионером в Шульбинский стан Киргизской миссии, Омской епархии.
С 19 апреля 1901 года — помощник начальника Киргизской миссии. С 11 июля 1906 года — архимандрит, начальник Киргизской миссии.
4 декабря 1911 года хиротонисан во епископа Семипалатинского, викария Омской епархии.
После падения монархии и усиления центробежных сил стал вопрос о закрытии Киргизской миссии. Епископ Киприан воспротивился этому. Летом и осенью 1917 года он, в письмах в Семипалатинский областной комиссариат, отстаивал необходимость сохранения миссионерских станов в сёлах Большая Владимировка и Преображенка.
Однако настоящая угроза над миссионерским станом нависла после захвата большей части семипалатинских православных храмов обновленцами. Епископ Киприан в 1922 году был арестован и сослан в Соловецкий лагерь. Миссия была закрыта, так как «живоцерковники» не видели необходимости в миссионерской работе среди иноверцев.
В 1922 году, не позднее октября, уклонился в обновленческий раскол и являлся обновленческим епископом Семипалатинским. В 1923 году принёс покаяние.
В конце 1923 году осужден Особым совещанием при Коллегии ОГПУ СССР и приговорён к двум годам заключения в концлагере. В 1923—1925 годах отбывал наказание в Соловецком лагере особого назначения. В 1925—1927 годах в ссылке во Владивостоке.
С 13 ноября 1925 года — епископ Владивостокский и Приморский.
В марте-сентябре 1927 года находился в заключении в тюрьме города Владивостока.
В 1927 году возведён в сан архиепископа.
15 сентября 1927 года назначен архиепископом Нижне-Удинским, викарием Иркутской епархии и временно управляющий Иркутской епархией. Прибыть в Иркутск смог в ноябре.
Имел конфликт с Николо-Иннокентьевским приходом и его неофициальным лидером заштатным протоиереем Николаем Пономарёвым. 13 ноября того же года отрицательно настроенное к архиепископу Киприану собрание верующих Николо-Иннокентьевского храма «даёт наказ» протоиерею Николаю Пономарёву ехать в Москву по вопросу о восстановлении епископа Евсевия (Рождественского). Взяв благословение у архиепископа Киприана на поездку в столицу «по делам», он едет в Москву, причём о восстановлении епископа Евсевия он обращается не только в Синод, где терпит полную неудачу, но и в органы Советской власти: Центральное Административное Управление, а также в верховную прокуратуру, где тоже получает отказ.
19 февраля 1929 года арестован в Иркутске «по подозрению в антисоветской деятельности». 24 мая освобождён по постановлению Особого совещания при Коллегии ОГПУ СССР с запрещением выезда из Иркутска.
7 мая 1929 года освобождён от временного управления Иркутской епархией. 19 июля 1929 года уволен на покой.
С 23 октября 1932 года — архиепископ Златоустовский, викарий Уфимской епархии.
В августе 1933 года назначен архиепископом Ижевским и Златоустовским, при этом до 27 марта 1934 года продолжал временно управлять Златоустровским викариатством.
Являлся членом Временного Патриаршего Священного Синода при Заместителе Патриаршего Местоблюстителя митрополите Сергии (Страгородском).
9 мая 1934 года направил Заместителю Патриаршего Местоблюстителя митрополиту Сергию (Страгородскому) рапорт, в котором поздравлял его с возведением в достоинство митрополита Московского и Коломенского.
С 11 июня 1934 года — архиепископ Вятский и Слободский.
В 1935 году награждён крестом для ношения на клобуке.
5 августа 1937 года вновь арестован. 9 декабря 1937 года осуждён тройкой при УНКВД СССР по Кировской области как «руководитель контрреволюционной группы церковников сергиевской ориентации», «за шпионскую работу в годы колчаковщины под руководством резидента японской разведки Миня», «за связь с японской разведкой через его резидента бывшего Вятского епископа Евгения (Зёрнова)»; приговорён к высшей мере наказания. 11 декабря 1937 года расстрелян в подвале внутренней тюрьмы НКВД города Кирова. После расстрела владыки Киприана Вятская кафедра фактически перестала существовать.